# Jupiter hagyatéka (televíziós sorozat)
A Jupiter hagyatéka (eredeti cím: Jupiter's Legacy) 2021-es amerikai szuperhős sorozat, amelyet Steven S. DeKnight alkotott,  az azonos című képregény alapján. A főbb szerepekben Josh Duhamel, Ben Daniels, Leslie Bibb, Andrew Horton és Elena Kampouris látható.
Amerikában és Magyarországon 2021. május 7-én mutatta be a Netflix.
Egy évad után törölték a sorozatot.

## Ismertető
Röviddel apja 1929-es öngyilkossága után, amelyet a Fekete Csütörtök váltott ki, az egykori üzletember, Sheldon Sampson az Atlanti-óceán egy feltérképezetlen szigetére utazik, ahol ő, testvére, Walter és négy másik ember szuperképességeket kap. Ezután létrehozza az Igazság Uniója nevű szuperhőscsapatot, és vezérlő eszméi – soha ne öljön meg senkit, soha ne avatkozzon politikai ügyekbe – a közel egy évszázados utópisztikus kalandjai során változatlanok maradnak.
A szuperhősök következő generációja, köztük a gyermekei azonban nehezen tudnak megfelelni merev eszményeinek és magas elvárásainak. Amikor Sheldon fia, Brandon látszólag megöli egyik legnagyobb ellenségüket, hogy megmentse Sheldon életét, nyilvános vita indul arról, hogy ezek az eszmék még mindig aktuálisak-e.

## Szereplők

### Főszereplők
| Szereplők                            | Színész         | Magyar hang    | Leírás |
| ------------------------------------ | --------------- | -------------- | --- |
| Sheldon Sampson / Álomkép            | Josh Duhamel    | Stohl András   | Grace férje, Walter öccse és az Igazság Uniója szuperhőscsapat vezetője. Ő a Superman archetípusa, hasonló erőkkel és erkölcsiséggel. |
| Walter Sampson / Agyhullám           | Ben Daniels     | Csankó Zoltán  | Sheldon bátyja, aki pszionikus képességekkel, repüléssel és szupererővel rendelkezik. |
| Grace Kennedy-Sampson / Lady Liberty | Leslie Bibb     | Solecki Janka  | Sheldon felesége és a bolygó egyik legerősebb hőse. Sheldon bizalmasaként tevékenykedik, tanácsokat ad neki a modern változásokkal és a neveléssel kapcsolatban, és mindig hangot ad a véleményének, még akkor is, ha az ellentétes az övével.                                  |
| Brandon Sampson / Eszménykép         | Andrew Horton   | Baráth István  | Grace és Sheldon fia, aki nehezen tud megfelelni apja elvárásainak. |
| Chloe Sampson                        | Elena Kampouris | Rudolf Szonja  | Grace és Sheldon lázadó lánya, aki elmerül a drogos és modellkedő életben, hideggé és kegyetlenné válik, például elutasítja barátai halálát, és megtámadja őket, amikor azok elkezdik megkérdőjelezni, hogy törődik-e velük.                                                    |
| Fitz Small / Láng                    | Mike Wade       | Crespo Rodrigo | Az Unió egyik legértékesebb tagja, aki képes repülni és manipulálni az energiát. Valamikor a múltban szörnyű sérülést szenvedett, amikor egy gonosszal harcolt, és most már nyugdíjas. Képzett mérnök és feltaláló, ő fejlesztette ki az Uniót segítő technológiák nagy részét. |
| George Hutchence / Égi Róka          | Matt Lanter     | Simon Kornél   | Sheldon legközelebbi barátja és csapattársa, mielőtt a kódex megszegése után az Unió ellen fordult. Mióta elhagyta az Uniót, nem látták. |

### Mellékszereplők
| Szereplők             | Színész           | Magyar hang      | Leírás |
| --------------------- | ----------------- | ---------------- | --- |
| Ruby Red              | Gracie Dzienny    | Páder Petra      | Szuperhősnő, aki képes pszionikus páncélt létrehozni maga körül. Brandon volt barátnője.                                                                          |
| Jane                  | Meg Steedle       | Farkasházi Réka  | Sheldon volt menyasszonya, aki elhagyja, amikor Sheldon elindul azon az úton, amelynek eredményeképpen szuperhőssé vált.                                          |
| Chester Sampson       | Richard Blackburn | Cs. Németh Lajos | Sheldon és Walter acélmágnás apja, aki fekete csütörtökön öngyilkosságot követett el, miután a nyugdíjakat hitelre váltotta.                                      |
| Petra Small / Láng II | Tenika Davis      | Bánfalvi Eszter  | Fitz lánya és egy szuperhősnő, aki osztozik apja erejében. Annak ellenére, hogy a Fúzió klónja elleni harc után megkérdőjelezi a kódexet, kitart barátai mellett. |
| Willie Small          | Tyrone Benskin    | Quintus Konrád   | Fitz apja és Chester gyárának munkása. Meggyőzte Fitzet, hogy fogadja el Sheldon küldetését.                                                                      |

### Magyar változat
- Magyar szöveg: Petőcz István
- Hangmérnök: Nemes László
- Vágó: Simkóné Varga Erzsébet
- Gyártásvezető: Kincses Tamás
- Szinkronrendező: Stern Dániel
- Produkciós vezető: Kónya Adrienn

A szinkront a Mafilm Audio Kft. készítette.

## Epizódok
| Sor. | Év. | Cím                                                            | Rendező              | Író                   | Premier        |
| ---- | --- | -------------------------------------------------------------- | -------------------- | --------------------- | -------------- |
| 1.   | 1.  | A hajnal fénye (By Dawn's Early Light)                         | Steven S. DeKnight   | Steven S. DeKnight    | 2021. május 7. |
| 2.   | 2.  | Papír és kő (Paper and Stone)                                  | Steven S. DeKnight   | Henry G.M. Jones      | 2021. május 7. |
| 3.   | 3.  | Máris szebben fest a világ (Painting the Clouds With Sunshine) | Christopher J. Byrne | Morenike Balogun Koch | 2021. május 7. |
| 4.   | 4.  | Minden ördög itt van (All the Devils Are Here)                 | Christopher J. Byrne | Akela Cooper          | 2021. május 7. |
| 5.   | 5.  | Mi értelme van? (What's the Use?)                              | Charlotte Brändström | Kate Barnow           | 2021. május 7. |
| 6.   | 6.  | Takard el az arcát! (Cover Her Face)                           | Charlotte Brändström | Sang Kyu Kim          | 2021. május 7. |
| 7.   | 7.  | Omnes Pro Uno (Omnes Pro Uno)                                  | Marc Jobst           | Julia Cooperman       | 2021. május 7. |
| 8.   | 8.  | Így ér véget minden (How it All Ends)                          | Marc Jobst           | Steven S. DeKnight    | 2021. május 7. |

## A sorozat készítése
2018. július 17-én jelentették be, hogy a Netflix berendelte a produkciót egy nyolc epizódos első évadra. A sorozatot Steven S. DeKnight fejlesztette, aki Lorenzo di Bonaventura és Dan McDermott mellett vezető producerként is tevénykedett. 2019. szeptember 16-án megerősítették, hogy DeKnight az első évad forgatásának közepén kreatív nézeteltérések miatt távozott a sorozatból. 2019 novemberében bejelentették, hogy Sang Kyu Kim veszi át a showrunner szerepét, miután DeKnight kiszállt a sorozatból. A vezetőváltás miatt a sorozat egy hosszabb gyártási szüneten, majd ezt követően egy hosszas utómunkálatokon esett át, mivel Louis Leterrier-t bevonták a korábbi, DeKnight rendezte epizódok újraforgatására, hogy azok tonálisan összhangban legyenek a későbbi Sang Kyu Kim epizódokkal.

### Forgatás
A forgatását eredetileg 2019 májusára tervezték. Azonban 2019. július 2-án kezdődött Torontoban és 2020. január 24-én ért véget. 2021 januárjában újrafelvételekre került sor.